# Henisfalva
Henisfalva (horvátul: Hemuševec) falu Horvátországban, Muraköz megyében.  Közigazgatásilag Perlakhoz tartozik.

## Fekvése
Csáktornyától 19 km-re keletre, Perlaktól 4 km-re északkeletre fekszik.

## Története
A települést 1266-ban említik először. Nevét Henis első birtokosáról kapta. 1478-ban "Henischowecz" néven említik, a csáktornyai uradalomhoz tartozott. Az uradalom 1546-ban I. Ferdinánd király adományából a Zrínyieké lett. 
Miután Zrínyi Pétert 1671-ben felségárulás vádjával halálra ítélték és kivégezték minden birtokát elkobozták, így a birtok a kincstáré lett.  1715-ben III. Károly a Muraközzel együtt gróf Csikulin Jánosnak adta zálogba, de a király 1719-ben szolgálatai jutalmául elajándékozta Althan Mihály János cseh nemesnek 1791-ben az uradalommal együtt gróf Festetics György vásárolta meg és ezután 132 évig a tolnai Festeticsek birtoka volt.
Vályi András szerint " HEMISOVETZ. Horvát falu Szala Várm. földes Ura G. Althán Uraság, lakosai katolikusok, fekszik Draskovecznek szomszédságában, mellynek filiája, határja közép termékenységű, vagyonnyai külömbfélék, és meg lehetősek."
1910-ben 378, túlnyomórészt horvát lakosa volt. A trianoni békeszerződésig Zala vármegye Perlaki járásához tartozott. 1918-ban a Szerb–Horvát–Szlovén Királysághoz, majd  Jugoszláviához tartozott. 1941 és 1945 között visszakerült Magyarországhoz. 1990-ben a független Horvátország része lett.. 2001-ben lakosainak száma 281 volt.

## Nevezetességei
- Nagyboldogasszony tiszteletére szentelt római katolikus kápolnája 1900-ban épült későromán stílusban.

## Külső hivatkozások
- Perlak város hivatalos oldala